# Supermarine Scimitar
Supermarine Scimitar je bil dvomotorni reaktivni palubni lovec, ki ga je uporabljala britanska Fleet Air Arm - oddelek Kraljeve vojne mornarice. Prvič je poletel januarja 1956, v uporabo je vstopil leta 1958, upokojen pa je bil leta 1969. 
Scimitar je imel med uporabo veliko nesreč, izgubili so kar 39 letal od skupno 76 zgrajenih. 

## Specifikacije (Scimitar F.1)
Podatki iz Andrews and Morgan 1987, p. 306.
Splošne karakteristike
- Posadka: 1
- Dolžina: 55 ft 3 in (16,84 m)
- Razpon kril: 37 ft 2 in (11,33 m)
- Višina: 17 ft 4 in (5,28 m)
- Površina kril: 485 ft² (45,06 m²)
- Teža praznega letala: 23962 lb (10869 kg)
- Naložena teža: 34200 lb (15513 kg)
- Pogon letala: 2 × Rolls-Royce Avon 202 turboreaktivni motor, 11250 lbf (50,1 kN) vsak

 Zmogljivost 
- Maks. hitrost: 640 vozlov (736 mph, 1.185 km/h) na nivoju morja
- Doseg: 1237 nmi (1422 milj, 2289 km)
- Višina leta: 46000 ft (14000 m)
- Čas do višine 45000 ft (13700 m): 6,65 minut

Oborožitev

- Strelno orožje: 4 × 30 mm ADEN topov, vsak s 160 naobji
- Nosilci za orožje: 4 s kapaciteto 

  - 4 × 1000 lb (454 kg) bombe ali
  - 4 × AGM-12 Bullpup ali AIM-9 Sidewinder rakete ali
  - Do 16 nevodljivih 2-inčnih ali 3-inčnih raket
  - 1 x Red Beard prostopadajoča jedrska bomba